# Manuel Aguilar Benítez de Lugo
Manuel Aguilar Benítez de Lugo (nacido en Madrid el 19 de noviembre de 1943) es un físico español en el campo de la física de partículas, investigador en el Centro de Investigaciones Energéticas, Medioambientales y Tecnológicas (CIEMAT) y vicepresidente de la Organización Europea para la Investigación Nuclear (CERN).

## Formación y vida laboral
Se licenció en 1965 y se doctoró en Ciencias Físicas por la Universidad Complutense de Madrid en 1969 (tesis: Análisis de sistemas mesónicos resonantes producidos en aniquilaciones de antiprotones en hidrógeno a 700 MeV/c). Asociado a la Junta de Energía Nuclear-CIEMAT, desde 1965. Ha realizado diferentes estancias en centros de física de partículas como el CERN, el Laboratorio Nacional de Brookhaven y el Collége de France.

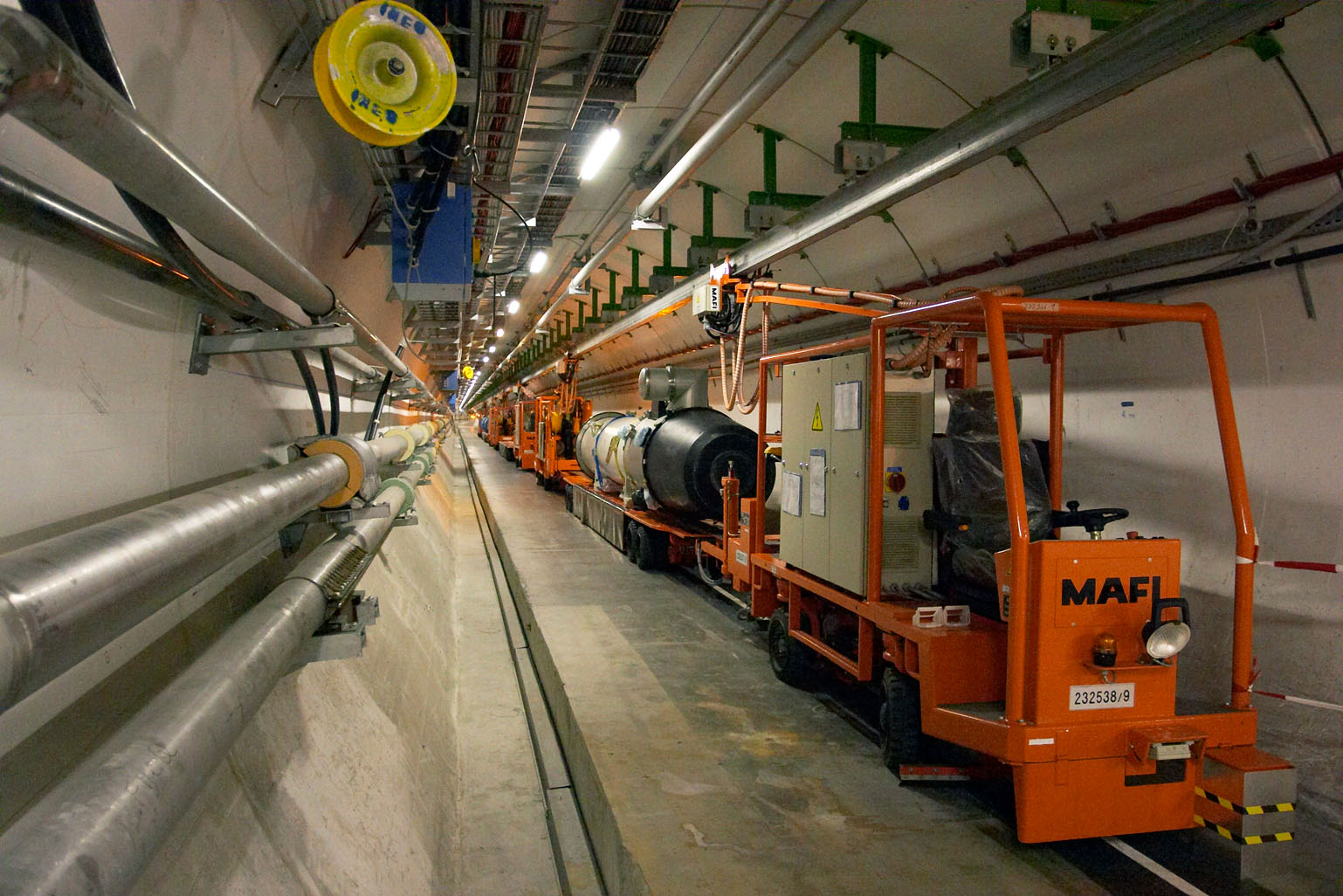
Interior del túnel del Coordenadas: 46°14′N 06°03′E (mapa)
Gran colisionador de hadrones (LHC) en el CERN

Ha participado en experimentos de Física de Altas Energías con cámaras de burbujas en el Sincrotrón de protones (Proton Synchrotron, PS) del CERN, en el Sincrotrón de Gradiente Alternativo (AGS) de Laboratorio Nacional de Brookhaven (BNL) (1967-1982), en el Espectrómetro Híbrido Europeo (EHS) del CERN (1980-1990), en el detector L3 del anillo LEP del CERN (1989-2000), y forma parte del equipo del CIEMAT que participa en la construcción del detector CMS (Solenoide Compacto de Muones) para el acelerador LHC del CERN. Desde 1997 dirige la participación del CIEMAT en el Espectrómetro Magnético Alpha (AMS) para la Estación Espacial Internacional.

## Cargos desempeñados
- Investigador en física de partículas en el CIEMAT desde 1972.
- Miembro de diversos comités de organización de reuniones internacionales sobre el tema.
- Fundador en 1973 y organizador en varias ediciones del International Winter Meeting on Fundamental Physics.
- Miembro del Particle Data Group desde 1981.
- Delegado español en el European Committe for Future Accelerators (1983-1986)
- Miembro del Comité del CERN para experimentos del SPS (Super Proton-Synchrotron) (1987-1989)
- Miembro de la Comisión Asesora del Programa Nacional de Física de Altas Energías (1993-1995).
- Promotor y primer Presidente del Grupo Especializado de Física de Altas Energías de la Real Sociedad Española de Física.
- Miembro del Comité de coordinación sobre Computación en Física de Altas Energías (1996-2000)
- Miembro del High Energy Physics Board de la European Physical Society desde 1998.
- Asesor de la delegación española en el CERN, desde 1998.
- Director del Programa Nacional de Física de Altas Energías de la Comisión Interministerial de Ciencia y Tecnología (CICYT) (1996-2000)
- Director del Departamento de Fusión y Física de Partículas Elementales del CIEMAT
- Miembro del Comité de revisión externa ANTARES desde 2000.
- Vicepresidente del CERN desde el 1 de julio de 2004.

## Distinciones y premios
Numerosas distinciones y premios reconocen su amplia labor investigadora.
- Premio de la Real Sociedad Española de Física para investigadores noveles (1973).[4]
- Becario de la Fundación Juan March (1977-78).[5]
- Premio Nacional de la Academia de Ciencias (1980).
- Medalla de la Real Sociedad Española de Física (1981)[6]
- Científico del año 1986, de Cambio 16.[7]
- Premio de Ciencias de la Confederación Española de Organizaciones Empresariales (CEOE) (1997)
- Académico numerario de la Real Academia de Ciencias Exactas, Físicas y Naturales (2000).[8]

## Publicaciones
Ha publicado más de 300 artículos en revistas internacionales (Physics Letters, etc), y ha presentado más de cien comunicaciones a congresos y reuniones científicas. Es revisor de Review of Particle Physics y del Particle Physics Booklet (1981-2005). Ha dirigido una docena de tesis doctorales y tesinas de licenciatura.